# Ábrahám Jenő
Ábrahám Jenő (Szeged, 1902. január 4. – Szeged, 1973. június 1.) jugoszláv válogatott magyar labdarúgó.

## Pályafutása
Szülővárosa klubjában, a Szegedi AK-ban kezdett el játszani. 1922-ben Jugoszláviába költözött, hogy az FK Vojvodina csapatában játszhasson. 1924 szeptemberében visszatért Magyarországra, ahol a SZAK-ban játszott. 1925 nyarán egy másik jugoszláv klubhoz, a zágrábi óriás 1. HŠK Građanskihoz igazolt, ahol egy szezont játszott, és 1926-ban megnyerte a jugoszláv bajnokságot. Abban az évben általában balszélsőként játszott. 1926-ban elhagyta Jugoszláviát és korábbi klubjához, a Szegedi AK-hoz, amellyel 1926 és 1930 között a magyar bajnokságban játszott.
1922 és 1923 között két mérkőzésen szerepelt a jugoszláv válogatottban, miközben a Vojvodina színeiben játszott és két gólt szerzett. Pályára lépett és duplát szerzett az 1922. július 28-án Zágrábban a Csehszlovákia elleni barátságos mérkőzésen, csapata 4–3-ra nyert. A másik, egyben utolsó válogatott mérkőzését egy évvel később, 1923. július 3-án játszotta Krakkóban, a Lengyelország ellen 2–1-re megnyert barátságos mérkőzésen.
Ábrahám Jenő néven született, miközben Jugoszláviában, illetve a válogatottban játszott, a krónikák "Saraz" néven jegyezték fel, ami a magyar "Száraz" szó szerb-horvát átírása, ezt a nevet valószínűleg külseje miatt kapta. Ábrahám Jenőt sok honlap összekeveri Eugen "Géza" Ábrahámmal. Mindketten egy időben játszottak az FK Vojvodinában, és általában előbbit Saraz I., utóbbit Saraz II. néven jegyezték. Sok labdarúgásra szakosodott internetes honlap összekeveri a kettőjüket, és az ebben a cikkben leírt játékost tévesen Sarasz Géza Ábrahámént emlegeti.

## Statisztika

### Mérkőzései a jugoszláv válogatottban
| Jugoszlávia | Jugoszlávia      | Jugoszlávia                | Jugoszlávia   | Jugoszlávia | Jugoszlávia   | Jugoszlávia | Jugoszlávia | Jugoszlávia |
| #           | Dátum            | Helyszín                   | Hazai         | Eredmény    | Vendég        | Kiírás      | Gólok       | Esemény     |
| ----------- | ---------------- | -------------------------- | ------------- | ----------- | ------------- | ----------- | ----------- | ----------- |
| 1.          | 1922. június 28. | Zágráb, Stadion Concordije | Jugoszlávia   | 4 – 3       | Csehszlovákia | barátságos  | 2           | 45' 74'     |
| 2.          | 1923. június 3.  | Krakkó, Cracovia-stadion   | Lengyelország | 1 – 2       | Jugoszlávia   | barátságos  | -           |             |
|             | Összesen         |                            |               | 2           | mérkőzés      |             | 2           | gól         |

## Fordítás
- Ez a szócikk részben vagy egészben  a   Jenő Ábrahám című angol Wikipédia-szócikk ezen változatának fordításán alapul.  Az eredeti cikk szerkesztőit annak laptörténete sorolja fel. Ez a jelzés csupán a megfogalmazás eredetét és a szerzői jogokat jelzi, nem szolgál a cikkben szereplő információk forrásmegjelöléseként.